# Горохов Артемій Іванович
Артемій (Андрій) Іванович Горо́хов (нар. 1874 — пом. після 1917 року) — російський архітектор.

## З біографії
Народився 1874 року. Протягом 1896—1902 років навчався у Петербурзькій академії мистецтв. Отримав звання художника-архітектора за виконання проєкту синодального подвір'я у Санкт-Петербурзі. На початку XX століття працював у Харкові. Помер після 1917 року.

## Споруди

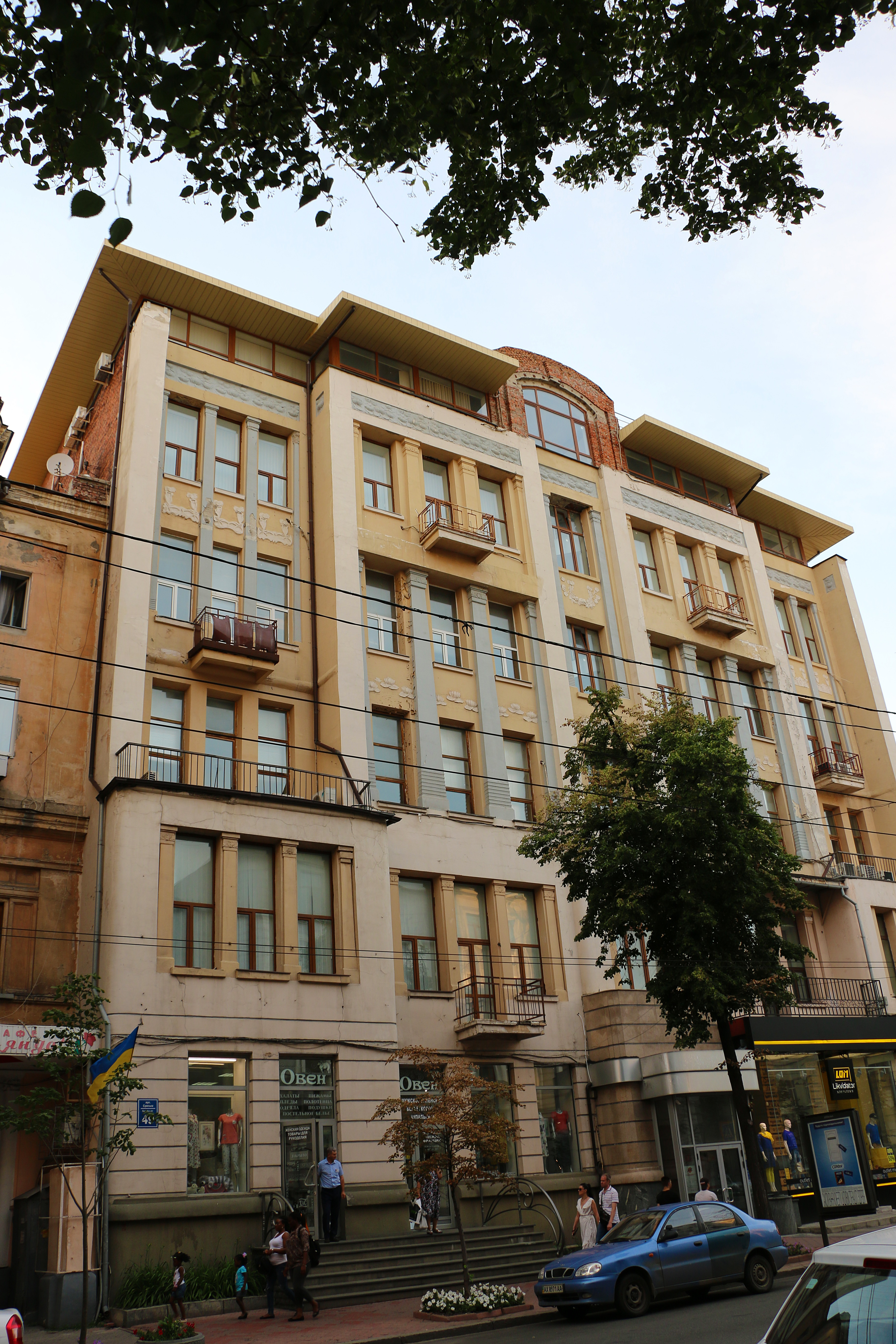
вул. Сумська 49

Працював у формах неокласицизму та модернізованого ампіру. Серед споруд у Харкові:
- прибутковий будинок на вулиці Сумській № 49 (1907);
- головна контора і телефонна станція на провулку Троїцькому № 12 (1916; співавтор П. Рудавський);
- прибутковий будинок Д. Харитонова і кінотеатр «Ампір» на вулиці Сумській № 5 (1913);
- садибний будинок Юзефовича на вулиці Сумській № 61 (1913).

Взяв участь в конкурсі проєктів на театр в саду Харківського комерційного клубу (1912, 1-ша премія).